# Chansonnier d'Arras
Pour les articles homonymes, voir chansonnier.

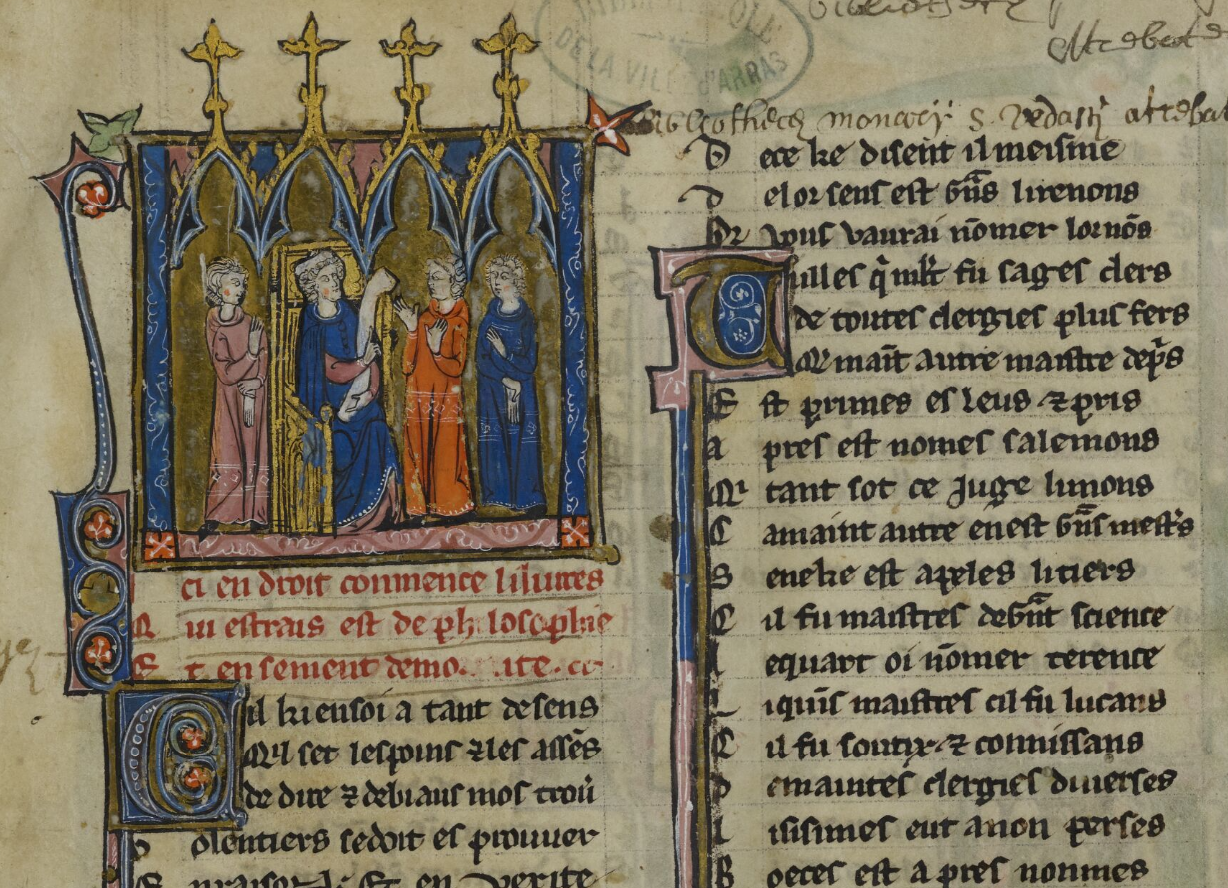
Première page

Le Chansonnier d'Arras est un manuscrit enluminé de la fin du XIIIe siècle contenant une variété de textes et de chants religieux ou philosophiques, disposés en 220 feuillets. Il est écrit en dialecte picard. Il est désormais classifié manuscrit 657 à la bibliothèque municipale d'Arras, sachant qu'il était classifié numéro 139 auparavant. Dans les études au sujet des trouvères, il est conventionnellement connu sous le siglum A.

## Production et provenance
Deux mains de scribe sont responsables du texte et une de la notation musicale, qui a été ajoutée en dernier. Un scribe nommé Jehans d'Amiens li petis a signé et daté le dernier ouvrage en août 1278. Il est possible que la section chansonnier n'ait été ajoutée qu'au début du XIVe siècle. Le manuscrit est ainsi un produit de l'Artois, et peut-être d'Amiens. Il appartenait à l'abbaye de Saint-Vaast vers 1625, mais fut saisi par le gouvernement lors de la Révolution française en 1790. Un fac-similé du manuscrit fut publié en 1926 par Alfred Jeanroy, qui remarqua que certaines pages étaient en désordre. Le manuscrit a depuis été restitué par la Bibliothèque nationale de France en 1955.

## Contenu
Bien que l'ensemble du manuscrit soit communément appelé chansonnier, seule la section centrale correspond vraiment à cette description. Le manuscrit peut être divisé en trois sections. Les 128 premiers feuillets sont consacrés à des textes religieux, philosophiques et éthiques. Une rubrique sur le premier feuillet identifie les ouvrages suivant comme philosophie et morale, on y retrouve notamment le poème Le Livre de philosophie et de moralité. Au folio 32, un explicit annonce la fin de la première partie. Il est suivi de quelques textes voués à la vénération de la Sainte Vierge (dont une paraphrase de l'Ave Maria), ainsi que d'une série de légendes de saints chrétiens, et enfin du Bestiaire d'Amour de Richart de Fournival. Le manuscrit de cette section contient cependant quelques lacunes.
La deuxième section, composée de 32 in-folio, contient 42 chansons sur le sujet de l'amour courtois, ainsi que 31 jeux partis (à savoir des chansons de débat),. Tous bénéficient d'une notation musicale. Cinq trouvères dont les œuvres sont présentées dans cette section se trouvent portrayés en miniature. Il s'agit du Chastelain de Couci, de Gautier de Dargies, de Ugon de Bregi, de Richart de Fournival et enfin d'Adam de la Halle,. A ceux-ci succèdent quatre autres trouvères qui sont nommés mais non illustrés : le Vidame de Chartres, Pierres de Molaine, le duc Henri III de Brabant et Guillaume li Vinier. La plupart des chansons et des jeux partis du Chansonnier d'Arras sont signés anonymement, mais la paternité de la plupart nous est transmise par d'autres sources,.
La dernière section, composée de 52 feuillets, contient deux romans, le Roman des sept sages et le Roman de Marques de Rome.

## Liste des trouvères
Le Chansonnier d'Arras référence les trouvères suivants :
- Adam de Givenchi
- Adam de la Halle
- Le Châtelain de Coucy
- Gautier de Dargies
- Gilles le Vinier
- Guillaume le Vinier
- Henri III de Brabant
- Jehan Bretel
- Jehan le Cuvelier
- Jehan de Grieviler
- Jehan Simon Hasprois
- Lambert Ferri
- Maroie de Diergnau
- Dame Margot
- Pierre de Molaine
- Pierot de Neele
- Philippot Verdière
- Richard de Fournival
- Robert de la Piere
- Simon d'Authie
- Theobald I de Navarre
- Ugon de Bregi
- Guillaume de Ferrières